# 德吕库尔
德吕库尔（法語：Drucourt，法語發音：[dʁykuʁ]）是法国厄尔省的一个市镇，位于该省西部，属于贝尔奈区。

## 地理
德吕库尔（49°6'57"N, 0°27'55"E）面积11.97 平方千米，位于法国诺曼底大区厄尔省，该省份为法国北部内陆省份，北起滨海塞纳省，西接奧恩省和卡爾瓦多斯省，南至厄尔-卢瓦省，东临瓦兹省、瓦兹河谷省和伊夫林省。
与德吕库尔接壤的市镇（或旧市镇、城区）包括：布尔南维尔-法沃罗勒、拉沙佩勒阿朗、迪朗维尔、方丹拉卢韦、勒普朗凯、圣樊尚迪布莱、蒂贝维尔。

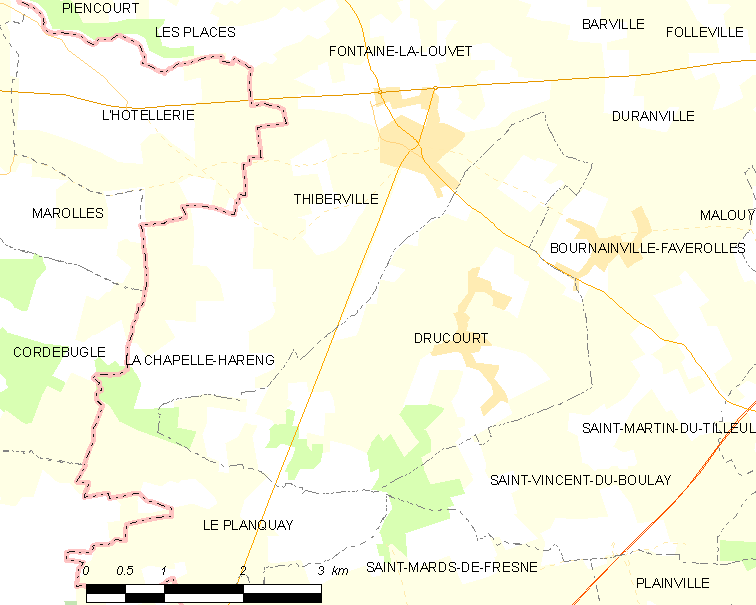
德吕库尔的OSM定位图

德吕库尔的时区为UTC+01:00、UTC+02:00（夏令时）。

## 行政
德吕库尔的邮政编码为27230，INSEE市镇编码为27207。

## 政治
德吕库尔所属的省级选区为伯兹维尔县。

## 人口

1962-2008年间德吕库尔人口变化图示

德吕库尔于2022年1月1日时的人口数量为576人。